# سیارک ۶۶۸

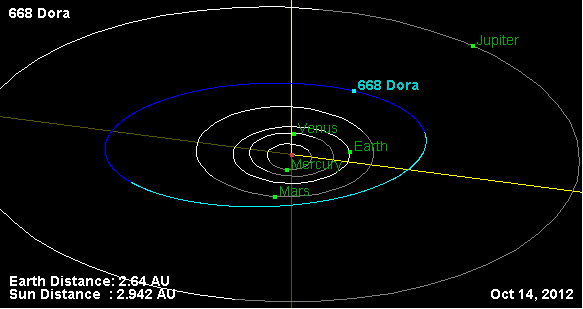
مدار سیارک دورا و موقعیت آن در منظومه شمسی

سیارک ۶۶۸ دورا (به انگلیسی: 668 Dora، نامگذاری:1908DO) ششصد و شصت و هشتمین سیارک کشف شده‌است که در ۲۷ ژوئیه ۱۹۰۸ و در هایدلبرگ کشف شد.
قدر مطلق سیارک برابر ۱۱٫۸۰ است. دورا سیارکی است که در کمربند سیارکی در حال گردش است که تقریباً بین مدار سیارات مریخ و مشتری قرار دارد.